# Rainald II. (Bar)
Rainald II. († 25. November 1170) war seit 1149 ein Graf von Bar sowie durch Ehe ab 1155 Herr von Ligny.
Er war ein Sohn des Grafen Rainald I. und dessen Ehefrau, Gisela von Vaudémont.
Rainald nahm mit seinem Vater am zweiten Kreuzzug teil, auf dem der Vater 1149 starb. Er führte Fehden gegen den Herzog von Lothringen und dem Bischof von Metz. Letzteren besiegte er 1153 in einer Schlacht bei Tircy. Nach einem Angriff auf die Abtei Saint-Mihiel wurde Rainald 1152 mit dem Kirchenbann belegt, den er erst nach Schenkungen an die Kirche lösen konnte. Er wurde nach seinem Tod in Saint-Mihiel bestattet.
Rainald war seit 1155 verheiratet mit Agnes von Blois, einer Tochter des Grafen Theobald IV./II. von Blois-Champagne. Agnes brachte als Mitgift die Herrschaft Ligny in die Ehe. Ihre Kinder waren:
- Heinrich I. († 1190), Graf von Bar
- Theobald I. († 1214), Graf von Bar
- Rainald († 9. Dezember 1217), 1183 Bischof von Chartres
- Hugo († 25. Juli 1192), Kanoniker und Provost der Kathedrale von Chartres
- Havide, Äbtissin von Clairfontaine